# Cuevas Chinhoyi
Cuevas Chinhoyi son un grupo de cuevas declaradas parque nacional en 1995 cerca de la ciudad de Chinhoyi en el país africano de Zimbabue. Están situadas a unos 8 km al norte de Chinhoyi propia dicha y a 128 kilómetros al noroeste de la capital del país, Harare. Las cuevas tienen el nombre de un jefe local que las usaba como refugio de los cazadores de Ndebele.
El sistema de cuevas se compone de piedra caliza y dolomita. El descenso a la cueva principal, con su piscina de agua azul cobalto es algo para destacar. Este grupo se conoce popularmente como la piscina para dormir o Chirorodzira (Piscina de los Caídos).
Los buzos han descubierto un pasaje submarino que va desde la Cueva de los Murciélagos, un subcámara de la cueva oscura a otra habitación conocida como la Cueva Ciega. 